# Nanotube
 (janvier 2022).
Si vous disposez d'ouvrages ou d'articles de référence ou si vous connaissez des sites web de qualité traitant du thème abordé ici, merci de compléter l'article en donnant les références utiles à sa vérifiabilité et en les liant à la section « Notes et références ».

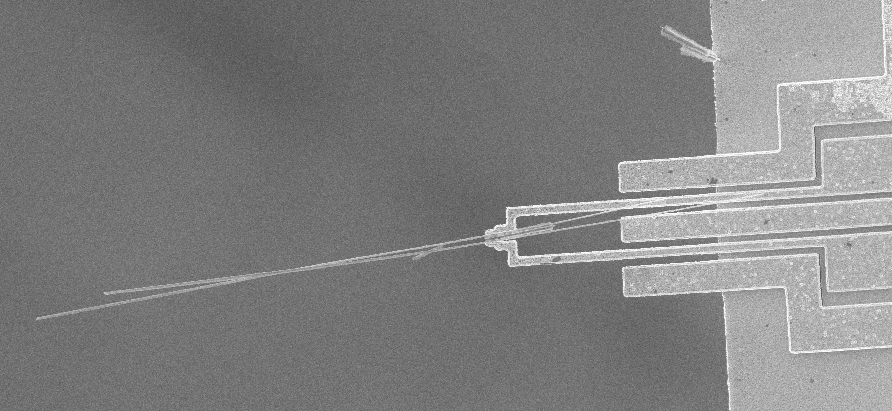
Micropince électrostatique portant des nanotubes de silicium dans un microscope SEM.

Un nanotube est une structure cristalline particulière, de forme tubulaire, creuse et close, composée d'atomes disposés régulièrement en pentagones, hexagones et/ou heptagones, obtenue à partir de certains matériaux, en particulier le carbone et le nitrure de bore.

## Présence dans la nature
Des nanotubes de carbone se forment naturellement lors de combustions incomplètes : on en a trouvé dans la suie, mais après leur découverte dans des produits synthétiques en 1952 et leur redécouverte en 1979 et 1991.
On a découvert d'autres nanotubes naturels dès 1962 sous la forme d'imogolite (un minéral argileux), dans des sols volcaniques altérés. La structure de l'imogolite a été déchiffrée en 1972, et sa synthèse réalisée en 1977.

## Différents matériaux formant des nanotubes

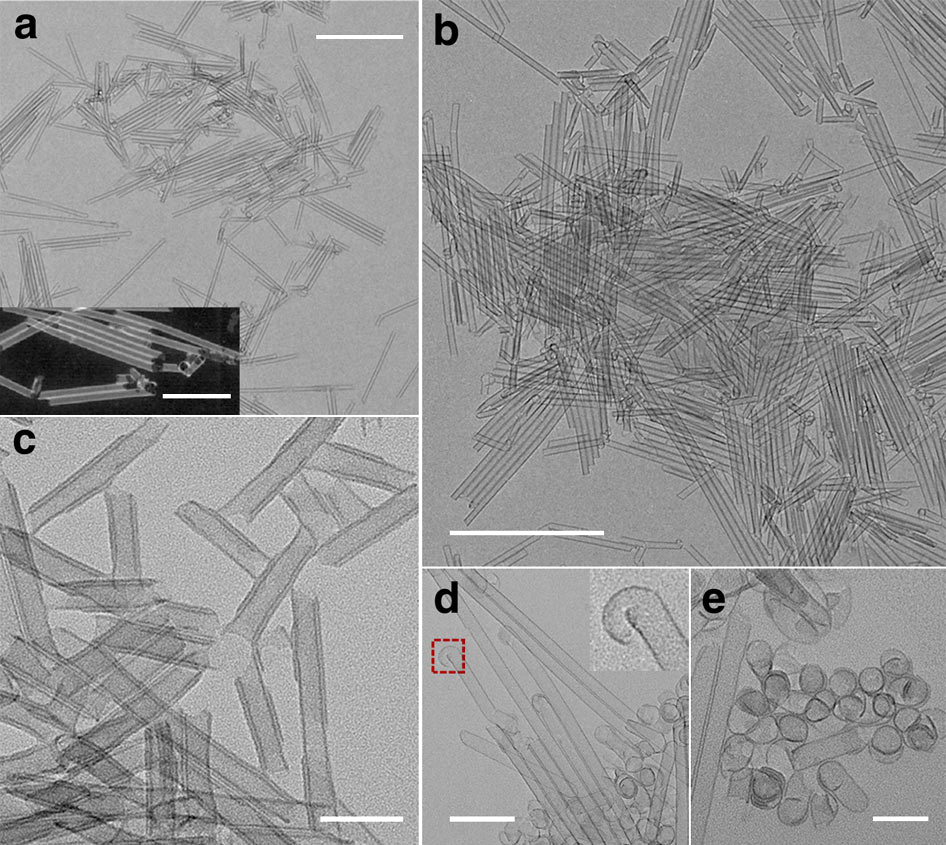
Nanotubes d'hydroxyde de cobalt(II). Barre d'échelle : 500 nm (a et b), 200 nm (en médaillon), 50 nm (c et e), 100 nm (d).

### Nitrure de bore
En 1994, l'École polytechnique, en France, a réussi à produire des nanotubes à partir de nitrure de bore. Leurs propriétés sont encore imprécises, mais on sait pour l'instant qu'ils sont un isolant électrique, qu'ils pourraient avoir des propriétés de conduction de la lumière, ce qui pourrait les rendre utiles en optronique, et des propriétés d'émission de champs.

### Autres
Des nanotubes ont été produits à partir d'autres composés chimiques :
- sulfures (molybdène, tungstène, cuivre) ;
- halogénures (chlorure de nickel, chlorure de cadmium, iodure de cadmium) ;
- aluminosilicates hydratés.